# Peter Eggenberger (Autor)
Peter Eggenberger (* 14. Januar 1939 in Walzenhausen; † 2. Juli 2025 in Au SG) war ein Schweizer Autor und Journalist.

## Leben und Wirken
Peter Eggenberger wurde 1939 in Walzenhausen geboren. Er machte eine Drogistenlehre in St. Gallen und Sissach. Von 1959 bis 1964 war er Fremdenlegionär in Nordafrika. Ab 1966 erfolgte seine Lehrerausbildung im Seminar Kreuzlingen, anschliessend ein Logopädiestudium und entsprechende Tätigkeit an der Ostschweizer Sprachheilschule in St. Gallen. Eggenberger betätigte sich als Lehrer, Logopäde, Drogist, Fremdenführer und Fremdenlegionär.
Er veröffentlichte Erzählungen auf Appenzellerdeutsch im Appenzeller Verlag und im Weber Verlag (Heiden).
Anfänglich nebenberuflich ausgeübt, wurde der Journalismus 1980 zu seinem Hauptberuf. Eggenberger war für diverse Tageszeitungen sowie die Jahrespublikationen Appenzeller Kalender und Unser Rheintal tätig. Er arbeitete mit am Buch Chronik der Gemeinde Walzenhausen (1986). 2019 wurde er Ehrenbürger von Wolfhalden. Des Weiteren war er Autor diverser Bücher mit Kurzgeschichten in der Kurzenberger Mundart, der Sprachvariante des nordöstlichen Appenzellerlandes über Bodensee und St. Galler Rheintal.
Eggenberger war zusammen mit Peter Bär Initiant des weltweit ersten, 1993 eröffneten Witzweges, der dem Appenzeller Witz auf die UNESCO-Liste der immateriellen Kulturgüter verhalf. Er trat mehrmals in Radio- und TV-Sendungen auf. Im Auftrag der Ausserrhoder Kantonsbibliothek nahm er die Aufarbeitung des schriftstellerischen Nachlasses von Schillerpreisträger Jakob Hartmann alias «Chemifeger Bodemaa» (1876–1956) vor. Er verfasste Publikationen über den Schweizer Diplomaten Carl Lutz.
Eggenberger starb am 2. Juli 2025 im Alter von 86 Jahren an seinem Wohnort in Au SG. Der Nachruf seines Verlags würdigte sein Schaffen.

## Publikationen
Bücher und CDs sind im Appenzeller Verlag erschienen.
Humoristische Kurzgeschichten
- S Gwönderbüechli (1989)
- Früener ond hütt (1990)
- Ond zom Dritte (1993)
- Lache isch gsond (1996)
- Druss ond drii (1999)
- Läse ond lache (2003)
- Jechterondoo! (2009)
- Vo Tökter ond Luusbuebe (2011)
- Vo Wiertschafte ond Wiertshüüsler (2014)
- Vo gschiide ond tomme Lüüt (2016)
- D Hebamm vo Walzehuuse (2020)
- Der Appenzeller Witz – eine vergnügliche Spurensuche (2023)
- Lache isch di bescht Medizin (2025)

Kriminalromane
- Mord in der Fremdenlegion (2000)
- Tod eines Wunderheilers (2006)

CDs mit Kurzgeschichten und Hackbrettmusik von Hans Sturzenegger
- Lache ond schmöllele (2000)
- Lose ond lache (2006)

Bildband
- Rorschach-Heiden- und Rheineck-Walzenhausen-Bahn. Verlag Appenzeller Volksfreund, 1992.

## Auszeichnungen / Ehrungen
- Auszeichnung mit dem Standortmarketingpreis des Kantons Appenzell Ausserrhoden (2008)
- Ehrenbürger der Gemeinde Wolfhalden, Kanton Appenzell Ausserrhoden (2019)[4]